# Trauner (Adelsgeschlecht)

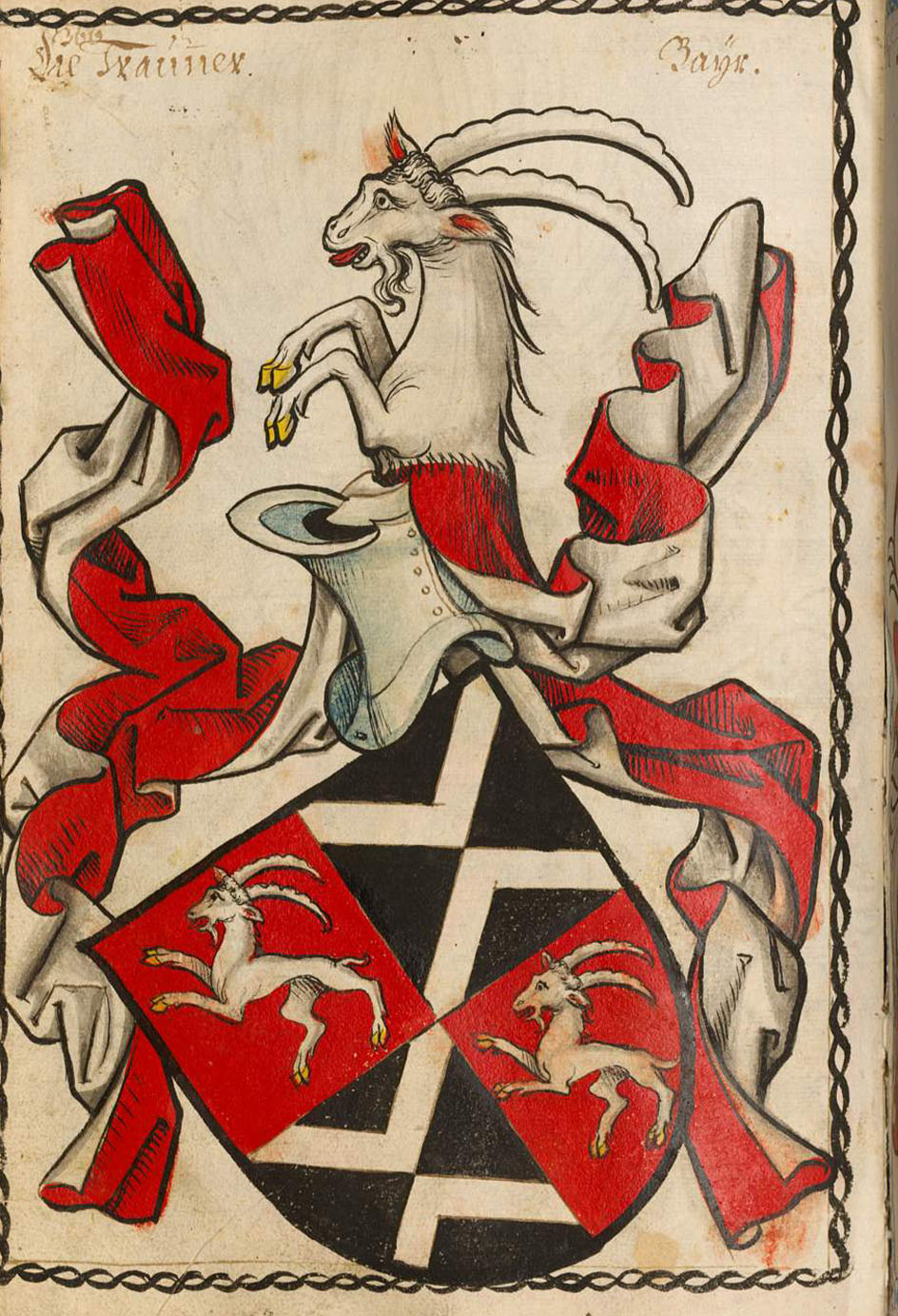
Wappen der Trauner in Scheiblers Wappenbuch

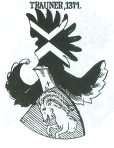
Stammwappen der Trauner von 1371

Trauner (auch de Traune oder Herren von Trune(a) (= Traun)) ist der Name eines seit dem 12. Jahrhundert nachgewiesenen bayerisch-salzburgischen Adelsgeschlechts. Die adelige Familie stellte im Laufe ihrer Geschichte zahlreiche Bergvögte, Marschälle, Mautner, Kastner und hochfürstliche Räte.

## Geschichte
Der erste Sitz der Trauner wird in Traunstein entweder im Burgstall Traunstein oder der Burg Traunstein vermutet. Letztere wurde 1120 von den Herren von Truna zur Sicherung einer wichtigen Brücke über die Traun erbaut und 1245 mit dem Namen Trauwenstein als Gerichtsort des Klosters Baumburg erwähnt und 1361 urkundlich als Veste genannt.
Heinrich, Leonhard, Eberhard und Rudolf Trauner werden 1112 erstmals urkundlich erwähnt; sie sind in der Kirche von Waging am See bestattet. In Salzburger Urkunden erscheint 1241 erstmals ein Ritter Gerhard Trauner auf, dann Leonhard Trauner und seine Frau Agnes. Sie alle sind in der Familiengruft im Kloster Raitenhaslach begraben. 1322 waren ein Heinrich und Gebhard Trauner im Aufgebot des Erzbischofs Friedrich III. bei der Schlacht bei Mühldorf, bei der die Salzburger von dem Wittelsbacher Ludwig IV. der Bayer besiegt wurden. 1367 werden Ebran Trauner und seine Gemahlin Ursula in einer Urkunde des Klosters Rott genannt, ein Karl Trauner wird 1384 in einer Urkunde des Klosters Baumburg genannt. Dieser sowie Rudolf Trauner, seit 1397 Pfleger von Glanegg, siegelten 1403 im Salzburger Igelbund. Rudolf Trauner gilt auch als Erbauer von Schloss Gartenau. Um 1418 sind Ruger Trauner, seine Ehefrau Katharina von Berg und deren beider Söhne Georg und Wilhelm bezeugt. Ein Erasmus Trauner war ebenfalls 1418 Pfleger zu Glanegg (begraben in der Kirche von Grödig). Ein Georg Trauner erscheint 1437 in einer Urkunde des Klosters Baumburg und Dietmar Trauner war zu dieser Zeit Kanonikus am Domstift Salzburg.

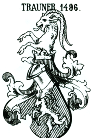
Stammwappen der Trauner von 1486

Georg Trauner wird 1454 in einer Urkunde des Klosters Au am Inn erwähnt. Er war verheiratet mit Dorothea, geborene Gräfin von Schernberg, und Oberlehensrichter im Erzbistum Salzburg. Er wurde bekannt durch den vierjährigen Prozess zwischen der Familie der Freundsperg, den diese 1459 als Erben der ausgestorbenen Herren von Goldegg gegen den Erzbischof Sigismund I. von Volkersdorf angestrengt und letztlich verloren hatten. Sein Sohn Wilhelm war mit einer geborenen von Freyberg vermählt. 1462 war er einer der bevollmächtigten Landleute, die gegen den Erzbischof Burkhard II. von Weißpriach wegen einer Steuerhöhung Beschwerde erhoben. Sein Bruder Christoph war Hofmarschall und diesem verlieh Erzbischof Burkhard die Burghut zu Haunsberg. Die Brüder Wilhelm und Christoph sind auch auf dem 1473 von Erzbischof Bernhard von Rohr ausgeschriebenen Landtag aus Anlass der Türkenkriege erschienen. Christoph stiftete für die Katharinenkapelle des Klosters St. Peter ein Licht und die tägliche Absingung des Salve Regina während der Fastenzeit. Ein R. Trauner ist 1481 als Salzburger Ritter bei der Schlacht in Murau (es standen sich der Erzbischof Bernhard von Rohr und Kaiser Friedrich III. gegenüber) umgekommen. Der Sohn des Wilhelm Trauners, Clemens, nahm an dem 35. Turnier in Regensburg teil und begleitete Erzbischof Sigmund 1495 zu dem Reichstag in Worms. 
Clemens Trauner war vermählt mit einer Aigl von Lied, war Pfleger zu Raschenberg und erwarb Schloss Adelstetten bei Ainring. Diesem Familienzweig ist auch Ignaz von Trauner (* 1638 auf Schloss Adelstetten; † 21. Oktober 1694 in Regensburg) zuzurechnen, der 1691–1694 Abt von Kloster Sankt Emmeram in Regensburg war. Christoph Trauner war Salzburger Hofmarschall, Landmann und Pfleger auf Haunsberg und verheiratet mit Anna Wispeckin. Er und Burkhard Trauner zu Adelstätten, hochfürstlicher Stallmeister zu Salzburg, waren während des Bauernkrieges 1525 mit Erzbischof Matthäus Lang in der Festung Hohensalzburg. Zu dieser Zeit lebte auch Ursula Trauner († 1539), zuerst Nonne und ab 1514 von Erzbischof Leonhard von Keutschach zur Äbtissin im Kloster Nonnberg gemacht. Unter ihr wurden die durch den Bauernkrieg angerichteten Schäden am Kloster wieder beseitigt. 

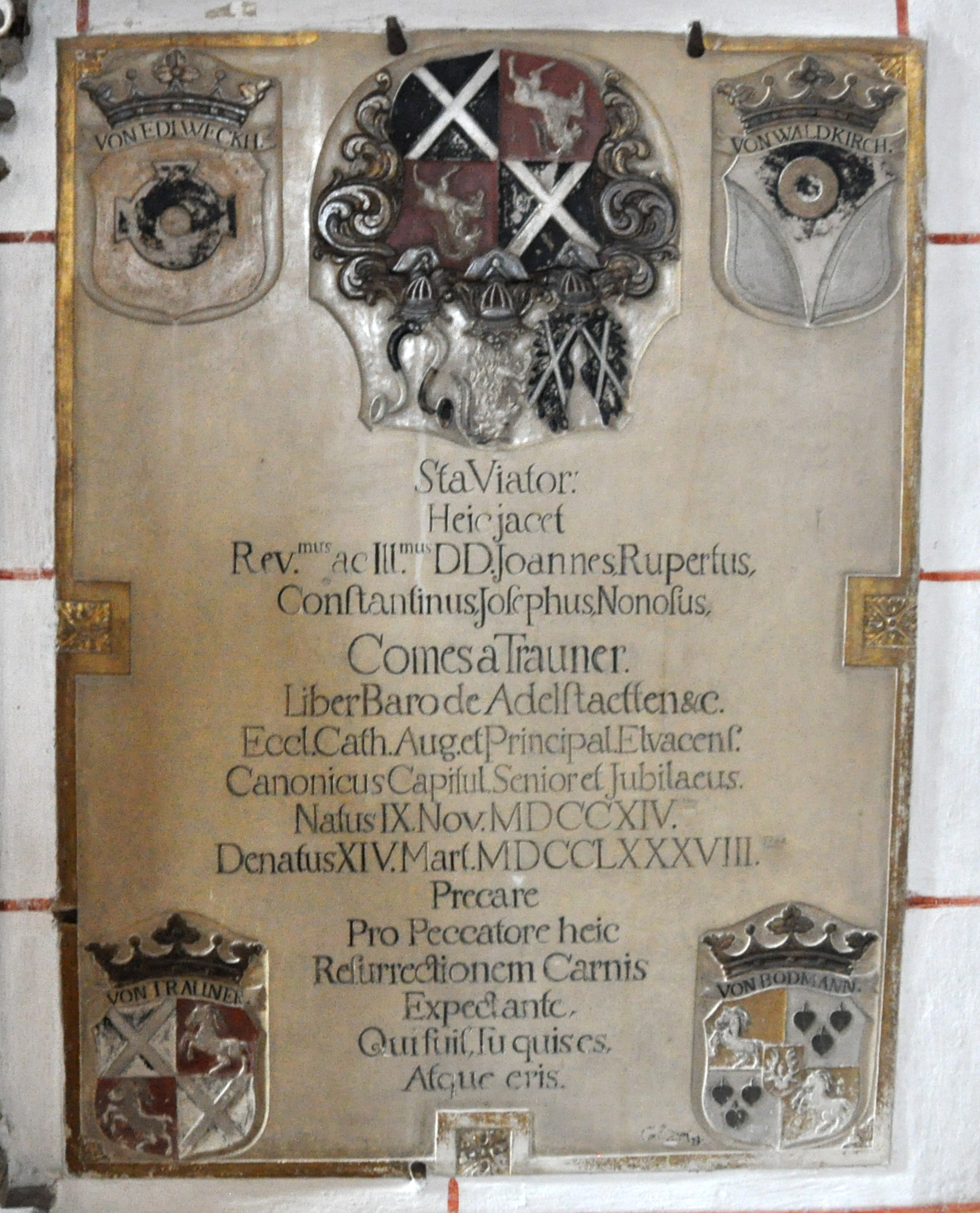
Epitaph des letzten seines Geschlechts, Johann Rupert von Trauner († 14. März 1788) im Augsburger Dom, mit gestürztem Wappen.

Der Sohn des Burkhard, Georg († 1602), erbte das Schloss Adelstetten. Auch er war hochfürstlicher Rat und Kämmerer und von 1584 bis 1598 Pfleger und Kastner in Mattsee. Seine Frau war Juliane von Haunsberg. Die Grabstätte dieser Trauner befindet sich in der Pfarrkirche von Ainring. Sein Sohn Wilhelm und dessen Bruder Johann Christoph erschienen noch 1620 in der Landtafel von Salzburg. Dionys Trauner (Sohn des Wilhelm) war der letzte, der im Besitz von Adelstetten war. 
Es bildete sich auch ein bayrischer Familienzweig der Trauner aus: 1569 scheint in Regensburg ein Christoff Trauner zum Hauß und Furtt, fürstlicher Pfleger zu Khirchperg, auf. Maria Ursula Gräfin von Trauner (1720–1760) war die Mutter des bayerischen Staatsmannes Maximilian von Montgelas, ihr Bruder war Graf Karl-Joseph Trauner von Adlstetten, Haus und Furth (* 2. Dezember 1713 in Malgersdorf). Dieser war durch seine Tochter Maria Antonia Rupertina Josepha verh. Gräfin von Arco (* 1744) Großvater des bayerischen Staatsmannes Carl Maria Graf von Arco (1769–1856). Der vermutlich Letzte der Trauner war Johann Rupert Graf von Trauner († 14. März 1788), Domherr zu Augsburg und Ellwangen. Die Lehen dieses Familienzweiges kamen über die Nichte Maria Rupertina Gräfin von Trauner und vermählte Gräfin von Arco zu Oberköllnbach an die Arcos.